# 溫加鄉

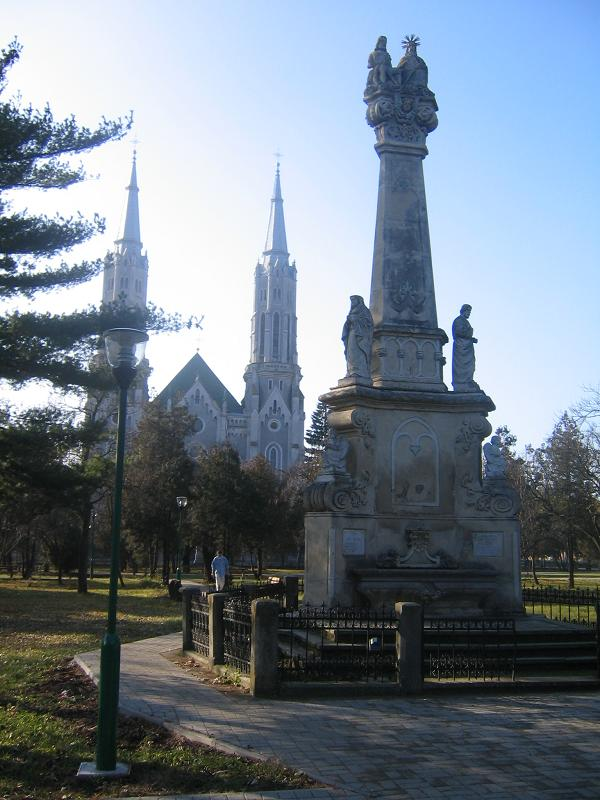

46°01′07″N 21°13′02″E / 46.0187°N 21.2171°E
溫加鄉（羅馬尼亞語：Comuna Vinga, Arad），是羅馬尼亞的鄉份，位於該國西部，由阿拉德縣負責管轄，面積155平方公里，海拔高度109米，2011年人口6,150，人口密度每平方公里41人。